# Chaetodon hoefleri
Chaetodon hoefleri é uma espécie de peixes tropicais marinhos da família Chaetodontidae genericamente conhecida como Peixe-Borboleta em Portugal, Borboleta, Feiticeira, Lebre e Vitória em Cabo Verde e Peixe-Borboleta, Lebre e Vitória em Angola. O nome científico vem do grego Chaeto, cerda ou cabelo, e donte, dente, em referência ao tipo de dentes encontrados nesta família de peixes; hoefleri é uma homenagem a Hoefler. Habitam principalmente a região costeira africana ocidental.

## Descrição
Chaetodon hoefleri são peixes que podem atingir 27 centímetros de comprimento, todavia são mais comuns com cerca de 17. Allen afirma que seu comprimento máximo é 20 centímetros de modo que esta questão não parece resolvida. Têm corpo largo, lateralmente comprimido, com uma única barbatana dorsal com 11 espinhas dorsais, de 1 a 24 raios dorsais, e 3 espinhas anais com 16 a 17 raios anais. O corpo é branco, recoberto por uma retícula de pontos amarelo-alaranjados espaçados e regulares, com quatro barras verticais castanhas a alaranjadas, estreitamente circundadas de amarelo escuro, uma atravessando o olho e outra a base da cauda. A nadadeira dorsal é longa, com extremidade amarelo escuro e base branca terminando em estreitíssima linha azulada; a cauda transparente com uma lista amarela vertical aproximadamente no meio e ocasionalmente outra próxima da base; as outras barbatanas são amarelas ou alaranjadas; acima da boca têm uma mancha da mesma cor. Sua aparência é muito próxima de Chaetodon marleyi do qual diferencia-se por pela contagem de espinhas nas barbatanas dorsais e caudais, uma a menos em cada barbatana, em Chaetodon hoefleri, bem como por não apresentar a segunda mancha escura na parte posterior da barbatana dorsal em indivíduos jovens. Sua boca é pequena com minúsculas cerdas em vez de dentes.

## Ecologia
Chaetodon hoefleri habitam as áreas de solo rochoso, ocasionalmente arenoso ou lodo, das regiões costeiras do Atlântico oriental tropical e Cabo Verde, de Cape Blanc e Levrier Bay, da Mauritânia até Angola, com dois registros no leste do Mediterrâneo, no Marrocos; entre 10 e 150 metros de profundidade sendo uma das espécies deste gênero a atingir as maiores profundidades. São mais comuns entre 20 e 75 metros.  Normalmente vivem solitários ou em pares, juvenis provavelmente são gregários.  Alimenta-se principalmente de invertebrados bentônicos.

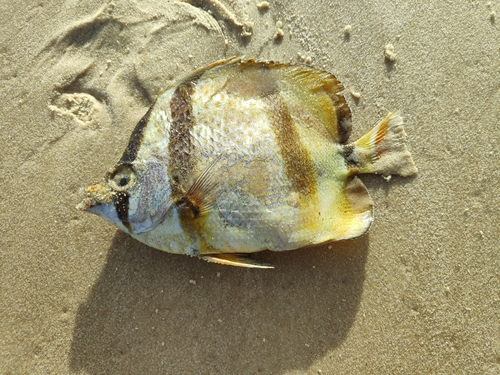
Exemplar encalhado em Tivaouane, Senegal.

## Reprodução
Como os outros peixes deste gênero, não apresentam cuidados parentais e são reprodutores livres, que liberam seus gametas geralmente ao anoitecer. No momento da desova par fica flutuando lentamente em um ângulo de 45° e liberam subitamente seus ovos e esperma que desaparecem rapidamente em direção ao fundo. Os ovos são pelágicos, e eclodem em um dia. As larvas, chamadas tholichthys, são características apenas da família dos peixes borboleta. Esta fase da vida é muito diferente: a cabeça é protegida por uma armadura óssea e placas ósseas estendem-se para trás da cabeça. Os tholichthys são cinza prateados, quase transparentes, uma útil adaptação das espécies que vivem em suspensão. Depositam-se no fundo durante a noite, depois que atingem 20 milímetros. Às vezes, milhares de tholichthys eclodem na mesma noite. Crescem tão rápido que pela manhã as larvas já assemelham-se  à fase juvenil no que diz respeito à cor do peixe.

## Taxonomia
Pertencem ao subgênero Chaetodon caracterizado por espécies que existem principalmente no Atlântico tropical, normalmente de padrões estriados, com menos de 20 centímetros de comprimento que alimentam-se principalmente de invertebrados e algas.